# CVSO 30
CVSO 30是一顆距離地球約1200光年的金牛T星，在天球上位於獵戶座，該恆星周圍有兩顆太陽系外行星候選天體（CVSO 30b與c）。

## 概要
CVSO 30是第一個以凌日法和直接攝影這兩種方式發現周圍有行星候選天體的恆星。CVSO 30b的軌道週期估算大約是10.76小時，而CVSO 30c則是27000年
。
Direct imaging of CVSO 30 c的直接攝影則是由位於智利的甚大望远镜、夏威夷島的凱克天文台與西班牙的卡拉阿托天文台以測光和高對比光譜觀測達成。這兩顆系外行星候選天體都是氣態巨行星。

## 延伸閱讀
- Koen, C. . Monthly Notices of the Royal Astronomical Society. 2015, 450 (4): 3991. Bibcode:2015MNRAS.450.3991K. doi:10.1093/mnras/stv906.
- Raetz, St.; Schmidt, T.O.B.; Czesla, S.; Klocová, T.; Holmes, L.; Errmann, R.; Kitze, M.; Fernández, M.; Sota, A.; Briceño, C.; Hernández, J.; Downes, J. J.; Dimitrov, D.P.; Kjurkchieva, D.; Radeva, V.; Wu, Z.-Y.; Zhou, X.; Takahashi, H.; Henych, T.; Seeliger, M.; Mugrauer, M.; Adam, Ch.; Marka, C.; Schmidt, J.G.; Hohle, M.M.; Ginski, Ch.; Pribulla, T.; Trepl, L.; Moualla, M.;  et al. . Monthly Notices of the Royal Astronomical Society. 2016: stw1159. arXiv:1605.05091 . doi:10.1093/mnras/stw1159.